# Списак шпанских бораца Југославије
Овај чланак представља допуну чланка Југословени у Шпанском грађанском рату, који је основни чланак о тематици учешћа Југословена у Шпанском грађанском рату, од 1936. до 1939. године.
Због своје обимности, списак је подељен у три дела — Списак шпанских бораца погинулих у Шпанији, Списак шпанских бораца који су погинули у Народноослободилачком рату, од 1941. до 1945. године и Списак шпанских бораца који су преживели. Такође, овај чланак не даје потпуни списак свих учесника Шпанског грађанског рата из Југославије, којих је било око 1.700, већ се у њему налазе само имена и подаци о неким познатијим учесницима. Изузетак је само део Шпански борци погинули у НОБ у коме се даје потпуни списак од 133 шпанских бораца, који су погинули у НОБ.

## Списак шпанских бораца Југославије

### Шпански борци погинули током грађанског рата у Шпанији
Од око 1.700 југословена учесника шпанског грађанског рата, њих око 700 је погинуло у Шпанији. Неки од њих су:
- Антон Бабич Тони (1910—1938), рођен у Копру; у Шпанију дошао 27. априла 1937. из Канаде. Погинуо 19. фебруара 1938. године у крају Морела.
- Иса Барух (1913—1938), рођен у Београду; у Шпанију дошао 10. фебруара 1937. из Чехословачке. Погинуо је 14. априла 1938. године у Арагону.
- Гојко Бједов (1913—1937), рођен у Книну; у Шпанију дошао 14. јула 1937. из Југославије. Умро је 24. августа 1937. године у околини Кинта.
- Љубиша Ветровић Шућа (1912—1938), рођен у Иригу; у Шпанију дошао 1937. из Југославије. Умро је 1938. године код Теруела.
- Мирко Кадијевић (1899—1936), рођен у Имотском; у Шпанију дошао октобра 1936. из Француске. Умро је 15. новембра 1936. године у Пуенту де Францесу (његов син, рођен 1925. године, је био Вељко Кадијевић, генерал-армије ЈНА и последњи Савезни секретар за народну одбрану СФРЈ).
- Мило Дамјановић (1897—1937), рођен у Бару; у Шпанију дошао априла 1937. из Сједињених Америчких Дражава. Умро је 25. августа 1937. године у крају Кинто.
- Ратко Вукичевић (1915—1938), рођен у Топлици; у Шпанију је дошао 12. фебруара 1937. из Југославије. Умро је 11. септембра 1938. године у крају Гандеса.
- Ганчо Хаџипанзов (1900—1936), , рођен у Велесу; у Шпанију дошао 1936. из Француске. Погинуо је 18. фебруара 1936. у борбама код Универзитетског града током опсаде Мадрида.
- Драгомир Ивановић Рамон (1904—1938), рођен у Београду; у Шпанију дошао 1937. из Југославије. Умро је априла 1938. године у крају Поблета.
- Ђоко Ковачевић (1912—1938), рођен у Даниловграду; у Шпанију дошао 8. септембра 1937. из Југославије. Умро је 12. августа 1938. године у крају Суелва код Леванта у Валенсији.
- Мијат Машковић (1910—1937), рођен у Колашину; у Шпанију дошао маја 1937. из Југославије. Имао је чин поручника Шпанске републиканске армије и био командир чете „Матија Губец“ у батаљону „Георги Димитров“.
- Јован Мирилов (1911—1937), Рођен у Бечу; у Шпанију дошао 11. маја 1937. из Југославије. Био пилот авиације Шпанске републиканске армије. Умро је 1937 године.
- Светислав Парницки (1910—1938), рођен у Београду; у Шпанију дошао 30. децембра 1936. из Југославије. Погинуо је јуна 1938. године у Гандеси.
- Благоје Паровић (1903—1937), рођен у Невесињу; у Шпанију дошао марта 1937. из Совјетског Савеза. Био представник ЦК КПЈ, уредник листа „Димитровац“ и политички комесар 13. интернационалне бригаде; погинуо је 6. јула 1937. године у крају Виљануева де ла Кањада.
- Божидар Петровић (1911—1937), рођен у Белој Паланци, код Пирота; у Шпанију дошао децембра 1936. из Југославије. Био пилот-поручник авијације Шпанске републиканске армије; погинуо је 18. јула 1937. године изнад Брунете.
- Фрањо Пушкарић (1908—1937), рођен у Огулину; у Шпанију дошао маја 1937. из Југославије. Погинуо је јула 1937. године у крају Брунете.
- Милан Сердар (1905—1937), рођен је Грачацу; у Шпанију дошао 5. маја 1937. из Канаде. Умро је 10. јула 1937. године у крају Москито.
- Мојсије Стефановић (1913—1938), рођен у Колашину; у Шпанију дошао 30. јуна 1937. из Југославије. Погинуо је 2. априла 1938. године у крају Поблета.
- Иван Турк (1913—1937), рођен у Загребу; у Шпанију дошао 29. јануара 1937. из Чехословачке (Прага). Погинуо је јула 1937. у крају Виллануева де ла Кањада.

### Шпански борци погинули у Народноослободилачкој борби
У Народноослободлачкој борби, од 1941. до 1945. године, учествовало је око 250 шпанских бораца, који су у периоду од 1939. до 1942. године успели да се врате у Југославију. Од њих 133, колико их је погинуло током рата, њих 34 је проглашено за народнe херојe Југославије. За време Народноослободилачког рата, шпански борци су користећи искуство стечено на бојиштима Шпаније, обављали најодговорније дужности у Народноослободилачком покрету и Народноослободилачкој војсци. Године 1945. команданти Прве четири југословенске армије, били су шпански борци — Пеко Дапчевић (Прва армија), Коча Поповић (Друга армија), Коста Нађ (Трећа армија) и Петар Драпшин (Четврта армија).
Списак шпанских бораца који су погинулу у току Народноослободилачког рата:
1. Саломон Албахари (1915—1942)
2. Тимор Алданов (1913—1941)
3. Исак Алтарац (1910—1941)
4. Спас Банџов (1904—1942)
5. Јаков Барух (1914—1941)
6. Станко Батур (1913—1942)
7. Алфред Бергман (1901—1942)
8. Божо Билић Марјан (1913—1942), народни херој
9. Иван Бирчић (1909—1944)
10. Милан Благојевић Шпанац (1905—1941), народни херој
11. Ћиро Брезовец (1905—1941)
12. Јоже Бресквар (1913—1943)
13. Стјепан Брнчић (1897—1945)
14. Дивко Будак (1897—1941), народни херој
15. Мате Бужић (1909—1943)
16. Миле Буторац (1910—1941)
17. Брацо Вајс (1914—1941)
18. Вера Вејвода (1915—1941)
19. Миленко Веркић (1912—1942), народни херој
20. Мате Видаковић (1907—1941)
21. Макс Видмар (1906—1945)
22. Ђуро Вујовић (1911—1943), народни херој
23. Петар Вуксан Пекиша (1905—1941), народни херој
24. Алојз Вреск (1907—1943)
25. Стево Гаврановић (1890—1942)
26. Фрањо Гигровски (1917—1941)
27. Франческо Гиоргети (1905—1942)
28. Андрија Гргурић (1904—1942)
29. Јоже Грегорчич (1903—1942), народни херој
30. Матија Гржина (1913—1944)
31. Божидар Дакић (1909—1941), народни херој
32. Нада Димитријевић-Нешковић (1907—1941)
33. Роберт Домани (1918—1942), народни херој
34. Франц Дробнић (1916—1941)
35. Стипе Ђерек (1912—1942), народни херој
36. Илија Енгел (1912—1944), народни херој
37. Анте Жарић (1914—1941)
38. Љубомир Живковић Шпанац (1918—1942), народни херој
39. Едо Жирола (1910—1943)
40. Тоне Жнидаршич Штефан (1913—1944)
41. Хенрик Жнидарић (1907—1941)
42. Томо Зделар (1896—1942)
43. Илија Земан (1896—1942)
44. Јован Иванишевић (1917—1941)
45. Виктор Јазбиншек (1903—1941)
46. Иван Јакшић (1911—1942)
47. Фадил Јахић Шпанац (1910—1942), народни херој
48. Југо Јоаким (1915—1944)
49. Жикица Јовановић Шпанац (1914—1942), народни херој
50. Богдан Југовић (1912—1944)
51. Милан Јурјевић (1907—1944)
52. Анте Јурлина (1910—1941)
53. Иван Јурца (1914—1942)
54. Јурај Калц (1908—1942), народни херој
55. Светислав Каначки (1911—1943)
56. Драго Кобал (1911—1944)
57. Мирко Ковачевић (1916—1941), народни херој
58. Виктор Колежа (1884—1945)
59. Франц Копрившек (1913—1941)
60. Маријан Крајачић (1905—1942)
61. Јуре Крезо (1910—1943)
62. Славко Кркљуш (1913—1941)
63. Бранко Крсмановић (1915—1941), народни херој
64. Ђуро Кужет (1911—1944)
65. Шиме Лалић (1905—1945)
66. Иван Лебл (1912—1941)
67. Иван Ленац (1906—1945), народни херој
68. Еуген Лесел (1906—1942)
69. Драгиша Луковић (1913—1943)
70. Бранко Љубинковић (1912—1942)
71. Владимир Мајдер (1911—1943)
72. Стјепан Мајцен (1910—1944)
73. Јакоб Макуч (1899—1944)
74. Вјекослав Мауко (1919—1943)
75. Стјепан Милашиновић (1910—1941), народни херој
76. Фердо Милић (1915-1944)
77. Антон Миоч (1911—1944)
78. Тодор Мишић (1906—1942)
79. Драго Млакар (1917—1942)
80. Илија Микиличанин (1909—1941)
81. Данко Митров (1919—1942), народни херој
82. Таса Михаиловић (1908—1943)
83. Божо Мрављак (1917—1942)
84. Јосип Мркоњић (1911—1943)
85. Божидар Обрадовић (1911—1942)
86. Фрањо Огулинац Сељо (1904—1942), народни херој
87. Марко Орешковић (1896—1941), народни херој
88. Ратко Павловић Ћићко (1913—1943), народни херој
89. Менахем Папо (1915—1943)
90. Мате Перкушић (1912—1941)
91. Миха Пинтар Толедо (1913—1942), народни херој
92. Владета Поповић Пинецки (1911—1941)
93. Војин Поповић (1911—1942)
94. Корнелија Сенде-Поповић (1914—1941)
95. Светозар Поповић-Милић (1901—1944), народни херој
96. Виктор Прегељ (1903—1942)
97. Мићо Радаковић (1915—1941), народни херој
98. Бранислав Радојевић (1905—1941)
99. Франц Ријавец (1908—1941)
100. Стјепан Рогина (1915—1942)
101. Франц Розман Стане (1911—1944), народни херој
102. Венерио Росето (1910—1944)
103. Алојз Сотлар (1909—1943)
104. Франц Стерле (1910—1945)
105. Иван Стилиновић (1910—1945)
106. Петар Стокић (1901—1943)
107. Александар Стојановић (1913—1941)
108. Мирослав Стокић (1905—1942)
109. Франц Стрмоле (1908—1943)
110. Матија Томац (1905—1942)
111. Љубомир Томшић (1896—1942)
112. Борис Трајковски (1913—1944)
113. Јанез Тужек (1904—1941)
114. Владо Ћетковић (1911—1944), народни херој
115. Вукашин Ћук (1913—1941)
116. Матија Удванц (1912—1942)
117. Ахмет Фетахагић (1914—1944), народни херој
118. Марко Франић (1907—1944)
119. Марија Хабулин (1912—1941)
120. Франц Хвалич (1908—1945)
121. Никола Цар Црни (1910—1942), народни херој
122. Вјећеслав Цветко Флорес (1917—1941), народни херој
123. Миљенко Цвитковић (1914—1943), народни херој
124. Аугуст Цесарец (1893—1941)
125. Јосип Чубрић (1912—1941)
126. Анте Шарић Раде Шпанац (1913—1943), народни херој
127. Драго Штајнбергер Адолф (1916—1942), народни херој
128. Сигисмунд Штетлер (1914—1942)

### Шпански борци који су преживели
Крај Другог светског рата и ослобођење Југославије дочекало је живо 790 шпанских бораца. Они су се потом налазили на разним одговорним дужностима у Југословенској народној армији (њих 30 је имало генералски чин), дипломатској служби (један је био министар иностраних послова, а њих 10 амбасадори), Служби државне безбедности и др. Орденом народног хероја одликовано је 63 шпанских бораца - 34 постхумно и 29 за живота. Неки од познатијих шпанских бораца били су:
- Ђорђе Андрејевић Кун (1904—1964), у Шпанију дошао 1937. из Југославије. После завршетка рата, био у концентрационом логору у Француској, одакле се 1940. пребацио у Југославију. Учествовао у Народноослободилачкој борби. После ослобођења био професор Академије ликовних уметности у Београду.
- Вицко Антић (1912—1999), у Шпанију дошао 15. новембра 1937. из Југославије. Борио се у 129. интернационалној бригади и имао чин наредника. После завршетка рата, био у концентрационим логорима у Француској, одакле се 1941. пребацио у окупирану Југославију. Учествовао у Народноослободилачкој борби. После ослобођења био на служби у Југословенској народној армији у чину генерал-пуковника. Народни херој.
- Максимилијан Баће (1914—2005), у Шпанију дошао октобра 1937. из Југославије. После завршетка рата, био у концентрационим логорима у Француској, одакле се 1941. пребацио у окупирану Југославију. Учествовао у Народноослободилачкој борби. После ослобођења, најпре био на служби у Управи државне безбедности, а потом у дипломатској служби. Године 1971. искуљчен из СКЈ, због подршке Маспоку. Народни херој.
- Алеш Беблер (1907—1981), у Шпанију дошао марта 1937. из Совјетског Савеза. Имао је чин капетана Шпанске републиканске армије и био заменик политичког комесара 15. интернационалне бригаде. Године 1938. се преко Француске и Швајцарске вратио у Југославију. Учествовао у Народноослободилачкој борби, као један од организатора НОБ-а у Словенији. После ослобођења био у дипломатској служби. Народни херој.
- Влајко Беговић (1905—1989), у Шпанију дошао 1936. године из Совјетског Савеза. Имао је чин мајора Шпанске републиканске армије. После завршетка рата, био у концентрационим логорима у Француској, одакле је побегао 1943. и прикључио се Покрету отпора. У Југославију се вратио 1945. године и после се налазио на разним друштвено-политичким дужностима.
- Стане Бобнар (1912—1986), у Шпанију дошао 15. јула 1937. из Југославије. Борио се у чети „Матија Губец“ батаљона Георги Димитров и био тешко рањен. Јула 1939. године се вратио у Југославију. Учествовао у Народноослободилачкој борби. После ослобођења био на служби у Југословенској народној армији у чину пуковника. Народни херој.
- Иво Вејвода (1911—1991), у Шпанију дошао 29. јануара 1937. из Чехословачке. После завршетка рата, био у концентрационим логорима у Француској, одакле се 1940. пребацио у Југославију. Учествовао у Народноослободилачкој борби. После ослобођења, био у дипломатској служби.
- Вељко Влаховић (1914—1975), у Шпанију је дошао 29. јануара 1937. из Чехословачке. Убрзо по доласку, у битци на Харами био је тешко рањен (изгубио је ногу). Потом је био политички комесар једног батаљона. Потом је прешао у Париз, а одатле у Москву. Током Народноослободилачке борбе у Москви руководио Радио станицом „Слободна Југославија“. Југославију се вратио 1944. године и после се налазио на разним друштвено-политичким дужностима. Народни херој.
- Ратко Вујовић Чоче (1916-1977), у Шпанију дошао 29. јануара 1937. из Чехословачке. Народни херој.
- Павле Вукомановић (1903-1977), у Шпанију је дошао 10. октобра 1936. из Белгије. Имао је чин поручника Шпанске републиканске армије. Народни херој.
- Иван Гошњак (1909-1980), у Шпанију дошао 27. марта 1937. из Совјетског Савеза. Имао је чин капетана Шпанске републиканске армије и био заменик команданта бригаде. Народни херој.
- Пеко Дапчевић (1913-1999), у Шпанију дошао 30. јуна 1937. из Југославије. Имао је чин капетана шпанске републиканске армије и био је командант батаљона. Народни херој.
- Петар Драпшин (1914-1945), у Шпанију дошао 6. октобра 1937. из Чехословачке. Има је чин наредника у противтенкоској батерији Шпанске републиканске армије. Народни херој.
- Љубо Илић (1905-1994), у Шпанију дошао 10. октобра 1936. из Француске. Имао је чин мајора Шпанске републиканске армије и био командант 76. партизанске дивизије, командант 14. герилског корпуса и командант Војне партизанске академије. Народни херој.
- Грга Јанкес (1906-1974), у Шпанију дошао септембра 1937. из Југославије. Народни херој.
- Чедо Капор
- Душан Кведер (1915-1966), у Шпанију дошао 8. августа 1937. из Француске. Имао је чин капетана Шпанске републиканске армије и био политички комесар 129. интернационалне бригаде. Народни херој.
- Вељко Ковачевић (1912-1994), у Шпанију дошао 18. децембра 1937. из Југославије. Народни херој.
- Јосип Копинич (1911-1997) — у Шпанију дошао 28. септембра 1936. из Совјетског Савеза. Најпре био управник бродоградилишта, потом пребачен у моранирицу где је имао чин капетана фрегате и био помоћник команданта подморнице „Ц-6“. Крајем 1937. и почетком 1938. налазио се у дипломатији, као помоћник војног аташеа Републике Шпаније у Паризу. Крајем 1938. се вратио у Москву, где је остао до почетка 1940, када је по специјалном задатку Коминтерне упућен у Југославију. Учествовао у Народноослободилачкој борби. После ослобођења био друштвено-политички радник и члан ЦК СК Хрватске.
- Иван Стево Крајачић (1906-1986) - у Шпанију је дошао 26. новембра 1936. из Чехословачке. Добио је чин мајора шпанске републиканске армије. Народни херој.
- Отмар Креачић (1913-1992) - у Шпанију је дошао 8. септембра 1937. из Југославије. Народни херој.
- Лазар Латиновић
- Данило Лекић (1913-1986) - у Шпанију је дошао 8. августа 1937. из Југославије. Био је политички комесар батаљона и политички комесар 15. интернационалне бригаде. Народни херој.
- Срећко Манола (1914-1979) - у Шпанију је дошао 7. августа 1937. из Југославије. Добио је чин поручника шпанске републиканске армије и био је командант дивизије. Народни херој.
- Божидар Масларић (1895-1963) - у Шпанију је дошао 28. септембра 1936. из Совјетског Савеза. Био је командант Другог батаљона 62. шпанске бригаде и представник ЦК КПЈ. Народни херој.
- Карло Мразовић (1902-1987) - у Шпанију је дошао 28. новембра 1936. из Совјетског Савеза. Био је командир чете и уредник листа "Димитровац". Народни херој.
- Коста Нађ (1911-1986) - у Шпанију је дошао 8. марта 1937. из Југославије. Добио је чин капетана шпанске републиканске армије и био командант "Балканске" чете. Народни херој.
- Гојко Николиш (1911-1995) - у Шпанију је дошао 19. јула 1937. из Југославије. Добио је чин поручника шпанске републиканске армије. Био је управник болнице и батаљонски лекар. 11. интернационалне бригаде. Народни херој.
- Владо Поповић (1914-1972) - у Шпанију је дошао 19. јула 1937. из Југославије. Добио је чин капетана шпанске републиканске армије. Народни херој.
- Коча Поповић (1908-1992) - у Шпанију дошао 19. августа 1937. из Југославије. Добио је чин поручника шпанске републиканске армије и био је командант противтенковских батерија "Карл Лиебкнехт" и "Ана Паукер". Народни херој.
- Иван Рукавина (1912-1992) - у Шпанију је дошао 19. децембра 1936. из Чехословачке. Добио је чин капетана шпанске републиканске армије и био је командант батаљона "Ђуро Ђаковић". Народни херој.
- Стане Семич Даки (1915-1985) - у Шпанију је дошао 12. маја 1937 из Југославије. Народни херој.
- Војо Тодоровић (1914-1990) - у Шпанију је дошао маја 1937. из Југославије. Народни херој.
- Лазар Удовички
- Иван Хариш (1903-1989) - у Шпанију је дошао децембра 1936. из Аргентине. Добио је чин поручника шпанске републиканске армије. Народни херој.
- Изидор Штрок (1911-1984) - у Шпанију је дошао 26. јула 1937. из Југославије. Народни херој.
- Периша Чалвадар Костић (1912-1995) - у Шпанију је дошао око позне јесени бродом до малог лучког места Мурсије 1936.године из Русије. Са помоћном допремљеном опремом и као предводник посаде преко 40 бораца се придружио у шпанском рату.[1]